# 玉川学園富士高等学校
玉川学園富士高等学校（たまがわがくえんふじこうとうがっこう）は、東京都に存在した私立高等学校。

## 概要
1962年に矢崎総業が学校法人玉川学園に、同社の社員教育に協力をしてほしいとの要請が行われる。当初は矢崎総業からの依託学生を受け入れることで話し合いが進められていたが、玉川学園が矢崎総業の社員教育に協力する一環として通信制高校を開設するという発想が生まれる。
1963年には高等学校設置準備委員会が開かれ、覚書には教育の産学協同の完全一致を見て、矢崎総業と玉川学園は共同して定時制高校、通信制高校の開校に努力すると記される。
1964年1月27日に文部省と東京都から設置認可が下りる。玉川学園の校内に本部が設置されることになる。
当時には他にも企業内に学校が設置されるという例はあったが、それらは1企業の人材を育成するという範囲である。対して玉川学園富士高等学校は、若い世代全般のレベルを向上させるということが目指されていた。
若手全体の教養を向上させることを玉川学園富士高等学校で行い、技術者を養成するということは玉川大学で行うという構想であった。
1964年4月に第1回入学式が行われ、487人が入学した。入学者の大半が矢崎総業の従業員であるため平均年齢は高かった。生徒は矢崎総業の工場のある静岡県の4都市に在住しているため4つの教場が設けられ、月に2回玉川学園の教員がスクーリングの授業に向かった。授業は土曜日と日曜日に行われ、授業をする教員は1日で4つの教場を回った。教員も生徒も週末の休みは無しであった。
1970年になると社会情勢の急激な変化に伴い、高校への進学率が急増する。矢崎総業は人材の獲得に苦心することになる。1970年11月に矢崎総業から玉川学園に入学者を送ることが不可能になったと伝えられる。
1973年に玉川学園富士高等学校は再開を期した上で一時的に休校にすることが理事会で決定される。
1995年に廃校。